# Cinderella (Ballett)
Cinderella, auch Aschenbrödel oder Soluschka (russisch: Золушка), ist ein abendfüllendes Ballett in drei Akten, sieben Bildern und sechs Dekorationen mit der Musik von Sergei Prokofjew. Es trägt in seinem Werkverzeichnis die Zahl op. 87. Das Libretto stammt von dem sowjetischen Dramatiker, Librettisten und Theaterwissenschaftler Nikolai Wolkow (1894–1965) und folgt einer Vorlage von Charles Perrault. Die Uraufführung fand am 21. November 1945 in der Choreographie von Rostislaw Sacharow am Bolschoi-Theater in Moskau statt. Im deutschsprachigen Raum wird das Werk durch die Sikorski Musikverlage vermarktet.

## Geschichte
Zusammen mit dem Librettisten begann Prokofjew im Winter 1940 mit der Skizzierung des Balletts. Bereits im Sommer 1941 waren die ersten beiden Akte im Umriss fertig. Vom Zweiten Weltkrieg unterbrochen, nahm er die Arbeit an Cinderella 1943 wieder auf und schloss sie 1944 ab. Durch die Folgen der Leningrader Blockade durch die deutsche Wehrmacht konnte das Ballett nicht, wie ursprünglich vorgesehen, am Kirow-Theater, dem heutigen St. Petersburger  Mariinski-Theater, uraufgeführt werden, da das Theater- und Ballettensemble zur Sicherheit nach Perm ausgelagert wurde. Nach der Uraufführung in Moskau folgte bereits 1946 im Leningrader Kirow-Theater eine neue Bearbeitung durch Konstantin Sergejew. Beide Versionen blieben lange Zeit im Repertoire der Moskauer und Leningrader Bühnen.
Im westlichen Ausland wurde das Ballett am 23. Dezember 1948 in London zum ersten Mal vom Sadler’s Wells Ballet, dem heutigen Royal Ballet, am Covent Garden Opera House in einer Inszenierung von Frederick Ashton gegeben. Die Aufführung mit Moira Shearer in der Titelrolle wurde ein Erfolg, und der Siegeszug des Balletts dauert bis heute an. Zusammen mit Romeo und Julia gehört Cinderella zu Prokofjews beliebtesten Ballettkompositionen. Bedeutende Neuinszenierungen wurden u. a. von Tom Schilling (1968), Valery Panov (1977) und John Neumeier (1992) geschaffen.
Bemerkenswert ist die Bearbeitung des Werkes durch Rudolf Nurejew 1986 in Paris, in der die Handlung nach Hollywood verlegt wird und Cinderella, eine unbekannte Schauspielerin, nach ihrer Entdeckung durch einen Produzenten zum Filmstar wird.
Das Ballett folgt in seinen wesentlichen Grundzügen dem Märchen Aschenputtel, wie es in den Kinder- und Hausmärchen von den Brüdern Grimm aufgezeichnet wurde. Die Geschichte ist aber in Variationen in vielen Kulturen Europas vorhanden. Ganz im Sinne des Sozialistischen Realismus ist das Werk darauf angelegt zwar eine Märchenhandlung zu erzählen, aber das Schwergewicht gemäß der sozialistischen Kunstdoktrin auf das Humanistische, also den Sieg des Guten und Einfachen über Habgier, Arroganz und Unterdrückung zu legen.

## Musik
Cinderella ist in seinem Aufbau ein klassisches Handlungsballett mit Charaktertänzen, Ensembletänzen, Soli und Pas de deux der Protagonisten nach dem Nummernprinzip. Prokofjews humorvoll-skurrile, rhythmisch-pointierte Musik trifft den Märchenton der Vorlage und bietet den Tänzern und Tänzerinnen wirkungsvolle, virtuose Darstellungsmöglichkeiten. Er bedient sich in seiner Komposition einer Technik, in der Leitmotive für die Protagonisten eine wichtige Rolle spielen. So verfügt Cinderella je nach ihrem Gemütszustand, Traurigkeit, Glück und Liebe über mehrere dieser wieder erkennbaren Leitmotive. In jedem Akt  erscheinen die Tänze als eine Art Divertissement und stellen die jeweiligen musikalischen Höhepunkte dar.
Im zweiten Akt, im Tanz der Stiefschwestern mit den Orangen, Nr. 35, zitiert Prokofjew Motive des bekannten Marsches aus seiner Oper Die Liebe zu den drei Orangen.

### Erster Akt
Der erste Akt besteht aus zwei Bildern. Das erste Bild zeigt ein Zimmer, in dem sich Cinderellas Stiefschwestern, heute meist durch affektiert agierende Männer dargestellt, zanken. Auf einmal erscheint eine „Bettelfee“ und bittet um eine milde Gabe. Stiefmutter und -schwestern weisen sie ab, doch Cinderella gibt ihr ihr letztes Stück Brot. Die Vorbereitungen für einen großen Ball des Prinzen, der heiraten möchte, laufen. Lieferanten bringen den bösen Schwestern schöne Kleider, Schuhe und Schmuck. Da sie nicht tanzen können, versucht ihnen ein „Tanzmeister“ das Nötigste beizubringen. Cinderella muss zu Hause bleiben, die Stiefmutter geht mit ihren Töchtern zum Ball. Nun erscheint die Bettelfee erneut und bringt ihr ein Paar schöne Tanzschuhe, die nur ihr passen.
Im zweiten Bild verwandelt sich das Zimmer, in dem Cinderella zurückgeblieben ist, in einen zauberhaften Garten, der von den „Feen der Jahreszeiten“ und ihrem Gefolge bevölkert ist. Cinderella wird für den Ball, an dem sie so gern teilnehmen möchte, festlich eingekleidet. Allerdings endet der Zauber um Mitternacht, da muss Cinderella spätestens wieder zu Hause sein. Zwerge, die die Ziffern 1 bis 12 verkörpern und aus einer Uhr hervorkommen, warnen sie eindringlich vor einer Verspätung, denn sonst bleibt sie im Zauber gefangen. Der Zug setzt sich in Bewegung, um das Schloss des Prinzen zu erreichen.

### Zweiter Akt
Das erste Bild des zweiten Aktes zeigt den Festsaal, in dem bereits getanzt wird. Stiefmutter und -schwestern treffen ein. Bald werden auch die Schwestern zum Tanze aufgefordert. Dann tritt der Prinz mit vier Freunden auf. Kurz darauf erscheint Cinderella, und alle Augen richten sich auf sie. Der Prinz tanzt ab jetzt nur noch mit ihr. Speisen werden aufgetischt, Cinderella nimmt drei Orangen und gibt sie ihrer Stiefmutter und den Schwestern (dies ist eine Anspielung Prokofjews auf seine Oper Die Liebe zu den drei Orangen von 1919, in der die „drei Orangen“ Prinzessinnen enthalten, aber nur eine davon ihren Märchenprinzen bekommt). Nachdem alle Tänzer von der Bühne getreten sind, bleiben Cinderella und der Prinz allein zurück und gestehen ihre Liebe zueinander. Später geht der Ball weiter. Bis kurz vor Mitternacht tanzen Cinderella und der Prinz noch den bekannten großen Walzer, der aber, als die Uhr Mitternacht schlägt, abrupt von Cinderella beendet werden muss.
Das zweite Bild zeigt eine in großer Eile weglaufende Cinderella, die auf der Freitreppe des Schlosses einen Schuh verliert. Auch trägt sie kein festliches Kleid mehr, sondern wieder ihre graue einfache Arbeitskleidung. Der Prinz, der sie aus den Augen verloren hat, nimmt den Schuh an sich.

### Dritter Akt
Im ersten Bild ist der Schlosshof zu sehen. Der Prinz hat alle bekannten Schuhmacher kommen lassen, um die Herkunft des Schuhs herauszufinden, doch es ist vergeblich, niemand hat diesen Schuh hergestellt. Nun beschließt er, die Prinzessin zu suchen, und muss dafür einige Reisen durch die Welt unternehmen. Er trifft schöne Frauen in Spanien, Indien und China, aber keiner passt der Schuh.
Im zweiten Bild erscheint wieder, wie zu Anfang des Werkes, das Zimmer, in dem Cinderella putzt. Sie erinnert sich wehmütig an den Ball und versteckt den anderen Schuh in ihrem ärmlichen Kleid, als wieder die Schwestern mit ihrer Mutter erscheinen und sich, wie üblich, streiten. Dann spricht sich herum, dass der Prinz das Mädchen sucht, mit dem er auf dem Ball getanzt hatte und das den Schuh verloren hat. Der Prinz besucht auch dieses Haus und bittet alle anwesenden Frauen, den Schuh anzuprobieren. Den Schwestern passt er nicht. Als Cinderella ihnen beim Anziehen helfen soll, fällt aus ihrem Kleid der andere Schuh. Der Prinz erkennt sie sofort. In dem Moment erscheint die Bettelfee und verwandelt das Zimmer wieder in den Feengarten.

## Bearbeitungen
Für den Konzertgebrauch stellte Prokofjew 1946 drei Orchestersuiten (op. 107, 108 und 109) zusammen, die jedoch nicht die Popularität der Suiten nach Romeo und Julia erreichten. Bereits 1944, vor der Uraufführung des Balletts, veröffentlichte der Komponist eine Suite für Klavier, die sechs Stücke aus dem Ballett, darunter den Großen Walzer aus der Ballszene (Nr. 30) im zweiten Akt und den Langsamen Walzer (Nr. 49) aus der Erkennungsszene, enthält. Für Klavier gibt es außerdem noch Drei Stücke aus Cinderella, op. 95 (1942) und Zehn Stücke aus Cinderella, op. 97 von 1943, ferner das Adagio für Violoncello und Klavier.

## Inszenierungsbeispiel
- Aufführung des Balletts Cinderella in der Pariser Oper in der Choreografie von Rudolf Nurejew, nach einer inhaltlichen Vorlage von Charles Perrault aus dem Jahr 1986 (YouTube-Video)